# Tropico del Cancro

Posizionamento del tropico del Cancro

Il tropico del Cancro è il tropico terrestre situato nell'emisfero boreale, definibile come il parallelo più settentrionale in cui il Sole culmina allo zenit un giorno all'anno (nel solstizio di giugno) con una parabola apparente molto ripida all'orizzonte: quando il Sole è allo zenith al tropico del Cancro si ha l'inizio dell'estate boreale (e, per converso, quello dell'inverno australe).

## Descrizione
Il tropico del Cancro deve il suo nome al fatto che il Sole, nel momento del solstizio d'estate, fa il suo ingresso nel segno zodiacale del Cancro, il quale, per definizione, ha come punto d'inizio il punto del solstizio d'estate. Tale segno zodiacale prende il nome dalla costellazione del Cancro, che, quando furono scelti i nomi dei segni zodiacali, si trovava in prossimità di tale arco di eclittica. Le posizioni della costellazione e dell'omonimo segno zodiacale oggi non corrispondono più, a causa del fenomeno della precessione degli equinozi, ma il nome del segno è restato inalterato. Isidoro di Siviglia denomina tale circolo "estivo tropicale". 
Benché la posizione dei tropici si consideri spesso come fissata, la distanza dall'equatore varia leggermente nel tempo, a causa degli spostamenti dell'asse di rotazione terrestre. Nel 2023 il tropico del Cancro è situato a 23° 26' 10″ a nord dell'equatore, in avvicinamento all'equatore di qualche frazione di secondo di latitudine ogni anno.
Nel 1917 la distanza dall'equatore era di 23° 27′; nel 2045 sarà esattamente di 23° 26'. Ciò comporta una minore differenza stagionale alle alte latitudini.

## Paesi attraversati

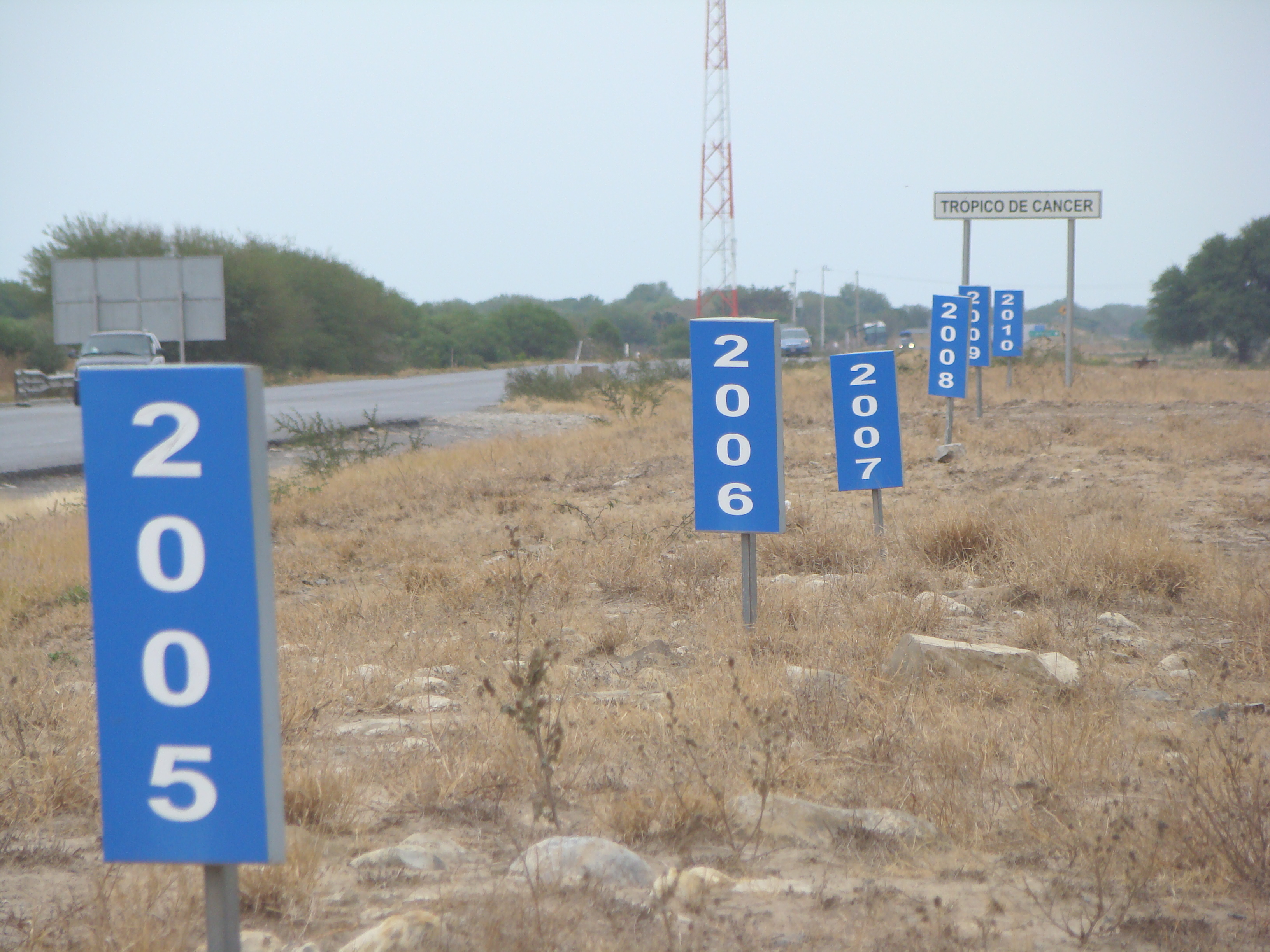
Carretera 83 (Vía Corta) Zaragoza-Victoria, Km 27+800.
Tra tutti gli attraversamenti del tropico del Cancro con le autostrade federali in Messico, questo è l'unico luogo dove la latitudine è contrassegnata con precisione ed è anche possibile visualizzare lo spostamento annuo tra il 2005 e il 2016 (23° 26'16").

La posizione del tropico del Cancro non è fissa, ma varia nel corso del tempo con uno spostamento annuo verso sud di circa mezzo secondo (0,47") di latitudine ogni anno.
Partendo dal meridiano di Greenwich, il tropico del Cancro attraversa: Algeria, Mali, Niger, Libia, Egitto, Mar Rosso, Arabia Saudita, Emirati Arabi Uniti, Oman, Mar Arabico, India, Bangladesh, Birmania, Cina, Mar Cinese Meridionale, Taiwan, Oceano Pacifico, golfo di California, Messico, golfo del Messico, Bahamas, Oceano Atlantico, Sahara Occidentale, Mauritania.
| Coordinate       | Paese, territorio o mare | Note |
| ---------------- | ------------------------ | --- |
| 23°26′N 0°00′E   | Algeria                  | |
| 23°26′N 11°51′E  | Niger                    | |
| 23°26′N 12°17′E  | Libia                    | Il Tropico tocca il punto più settentrionale del Ciad a 23°26′N 15°59′E |
| 23°26′N 25°00′E  | Egitto                   | Il Tropico passa per il lago Nasser |
| 23°26′N 35°30′E  | Mar Rosso                | |
| 23°26′N 38°38′E  | Arabia Saudita           | |
| 23°26′N 52°08′E  | Emirati Arabi Uniti      | solo l'emirato di Abu Dhabi |
| 23°26′N 55°24′E  | Oman                     | Governatorati: al-Buraymi, al-Zahira, al-Bātina Sud, al-Dakhiliyya e di Mascate                                                                                              |
| 23°26′N 58°46′E  | Oceano Indiano           | Mar Arabico |
| 23°26′N 68°23′E  | India                    | Stati di Gujarat, Rajasthan, Madhya Pradesh, Chhattisgarh, Jharkhand e Bengala Occidentale                                                                                   |
| 23°26′N 88°47′E  | Bangladesh               | Divisioni di Khulna, Dacca e Chittagong |
| 23°26′N 91°14′E  | India                    | Stato di Tripura |
| 23°26′N 91°56′E  | Bangladesh               | Divisione di Chittagong |
| 23°26′N 92°19′E  | India                    | Stato di Mizoram |
| 23°26′N 93°23′E  | Birmania (Burma)         | Stato Chin, Divisione di Sagaing, Divisione di Mandalay, Stato di Shan |
| 23°26′N 98°54′E  | Cina                     | Province di Yunnan (passa circa 7 km a nord del confine con Vietnam), Guangxi, and Guangdong                                                                                 |
| 23°26′N 117°08′E | Stretto di Formosa       | |
| 23°26′N 120°08′E | Taiwan                   | Contee di Chiayi, Hualien |
| 23°26′N 121°29′E | Oceano Pacifico          | Passa appena a sud di Necker Island, Hawaii, Stati Uniti |
| 23°26′N 110°15′W | Messico                  | Stato della Bassa California del Sud |
| 23°26′N 109°24′W | Golfo di California      | |
| 23°26′N 106°35′W | Messico                  | Stati di Sinaloa, Durango, Zacatecas, San Luis Potosí, Nuevo León e Tamaulipas                                                                                               |
| 23°26′N 97°45′W  | Golfo del Messico        | Passa a circa 30 km a nord di Cuba |
| 23°26′N 83°00′W  | Oceano Atlantico         | Passa attraverso gli Stretti della Florida e il Nicholas Channel Passa appena a sud di Anguilla Cays ( Bahamas) Passa attraverso il Santaren Channel e poi in aperto oceano. |
| 23°26′N 76°00′W  | Bahamas                  | Isole di Exuma e Long Island (Bahamas) |
| 23°26′N 75°10′W  | Oceano Atlantico         | |
| 23°26′N 15°57′W  | Marocco                  | Marocco Sahara marocchino |
| 23°26′N 12°00′W  | Mauritania               | |
| 23°26′N 6°23′W   | Mali                     | |
| 23°26′N 2°23′W   | Algeria                  | |

## Lunghezza del tropico
Secondo le regole stabilite dalla Fédération aéronautique internationale, un volo per qualificarsi a competere per il record di velocità attorno al mondo deve:
- Coprire una distanza non inferiore alla lunghezza del Tropico del Cancro
- Attraversare tutti i meridiani
- Terminare nello stesso aeroporto da dove è partito.

Per calcolare la lunghezza dei Tropici si può utilizzare la seguente formulazione:
- Considerare il raggio della circonferenza, pari a  {\displaystyle 6378{\text{ km}}\cdot \cos(23^{\circ }26'16'')\ } e quindi 5851,77 km
- Applicare la formula {\displaystyle \ell =\pi \cdot 2r}, quindi

3,1416 x 2 x 5851,77 km, da cui si ottiene 36 767,8413 km
- Pertanto, assumendo che la terra sia una sfera perfetta, la lunghezza della circonferenza misurata al parallelo dei tropici risulta 36 768 km.

Come conseguenza dello spostamento del tropico, anche la sua misura è variabile; la Fédération aéronautique internationale lo considera convenzionalmente pari a 36 787,559 chilometri.